# B-VM i håndbold 1985 (kvinder)
B-Verdensmesterskabet i håndbold for kvinder 1985 var det fjerde B-VM i håndbold for kvinder, og turneringen blev afviklet i Vesttyskland i perioden 10. – 21. december 1985. Turneringen fungerede som kvalifikation til A-VM 1986, og de seksten deltagende hold spillede om ti ledige pladser ved VM. De øvrige seks hold blev "rykket ned" i C-VM, hvor de havde mulighed for kvalificere sig til næste B-VM i 1987.
Mesterskabet blev vundet af DDR, som gik ubesejret gennem turneringen, og som i finalen besejrede Ungarn med 25-18. Sejren var DDR's anden B-VM-titel i træk. De to finalister kvalificerede sig til A-VM 1986 sammen med nr. 3-10: Vesttyskland, Tjekkoslovakiet, Sovjetunionen, Norge, Polen, Rumænien og Frankrig. USA, som blev. nr. 14 ved B-VM, kvalificerede sig senere til A-VM 1986 ved at vinde Panamerikamesterskabet.
Danmark endte på 13.-pladsen, hvilket var den dårligste danske placering ved et B-VM indtil da, og danskerne rykkede dermed ned i C-VM sammen med de øvrige fire lavest placerede europæiske hold: Østrig, Sverige, Schweiz og Island.

## Resultater

### Indledende runde
I den indledende runde var de seksten hold opdelt i fire grupper med fire hold. I hver gruppe spillede holdene alle-mod-alle, og herefter gik de tre bedste hold i hver gruppe videre til hovedrunden om placeringerne 1-12. Holdene, der endte på fjerdepladserne, spillede videre i placeringsrunden om 13.- til 16.-pladsen

#### Gruppe A
| Dato   | Kamp                   | Res.  |
| ------ | ---------------------- | ----- |
| 10.12. | DDR - Norge            | 19-14 |
| 10.12. | Vesttyskland - Danmark | 19-13 |
| 11.12. | Danmark - DDR          | 7-27  |
| 11.12. | Norge - Vesttyskland   | 14-22 |
| 13.12. | Danmark - Norge        | 18-20 |
| 13.12. | Vesttyskland - DDR     | 16-19 |

| Hold         | Kampe | Mål   | Point |
| ------------ | ----- | ----- | ----- |
| DDR          | 3     | 65-37 | 6     |
| Vesttyskland | 3     | 57-46 | 4     |
| Norge        | 3     | 48-59 | 2     |
| Danmark      | 3     | 38-66 | 0     |

#### Gruppe B
| Dato   | Kamp               | Res.  |
| ------ | ------------------ | ----- |
| 10.12. | USA - Sverige      | 18-23 |
| 10.12. | Polen - Frankrig   | 22-16 |
| 12.12. | Frankrig - USA     | 21-18 |
| 12.12. | Sverige - Polen    | 18-20 |
| 13.12. | Sverige - Frankrig | 20-20 |
| 13.12. | USA - Polen        | 15-32 |

| Hold     | Kampe | Mål   | Point |
| -------- | ----- | ----- | ----- |
| Polen    | 3     | 74-49 | 6     |
| Sverige  | 3     | 61-58 | 3     |
| Frankrig | 3     | 57-60 | 3     |
| USA      | 3     | 51-76 | 0     |

#### Gruppe C
| Dato   | Kamp                      | Res.  |
| ------ | ------------------------- | ----- |
| 10.12. | Rumænien - Schweiz        | 18-17 |
| 10.12. | Sovjetunionen - Bulgarien | 29-16 |
| 12.12. | Schweiz - Sovjetunionen   | 11-31 |
| 12.12. | Bulgarien - Rumænien      | 14-16 |
| 13.12. | Bulgarien - Schweiz       | 20-15 |
| 13.12. | Sovjetunionen - Rumænien  | 18-18 |

| Hold          | Kampe | Mål   | Point |
| ------------- | ----- | ----- | ----- |
| Sovjetunionen | 3     | 78-45 | 5     |
| Rumænien      | 3     | 52-49 | 5     |
| Bulgarien     | 3     | 50-60 | 2     |
| Schweiz       | 3     | 43-69 | 0     |

#### Gruppe D
| Dato   | Kamp                     | Res.  |
| ------ | ------------------------ | ----- |
| 10.12. | Ungarn - Island          | 38-15 |
| 10.12. | Østrig - Tjekkoslovakiet | 21-34 |
| 11.12. | Island - Østrig          | 18-30 |
| 11.12. | Tjekkoslovakiet - Ungarn | 18-27 |
| 13.12. | Tjekkoslovakiet - Island | 28-14 |
| 13.12. | Østrig - Ungarn          | 19-17 |

| Hold            | Kampe | Mål   | Point |
| --------------- | ----- | ----- | ----- |
| Ungarn          | 3     | 82-52 | 4     |
| Tjekkoslovakiet | 3     | 80-62 | 4     |
| Østrig          | 3     | 70-69 | 4     |
| Island          | 3     | 47-96 | 0     |

### Placeringsrunde
Placeringsrunden havde deltagelse af de fire hold, der sluttede på fjerdepladserne i de indledende grupper. Holdene spillede alle-mod-alle om placeringerne 13-16.
| Dato   | Kamp              | Res.  |
| ------ | ----------------- | ----- |
| 15.12. | Danmark - Schweiz | 23-17 |
| 15.12. | Schweiz - USA     | 20-20 |
| 16.12. | USA - Island      | 20-17 |
| 16.12. | Danmark - USA     | 24-18 |
| 17.12. | Island - Danmark  | 13-23 |
| 17.12. | Schweiz - Island  | 26-13 |

| Plac. | Hold    | Kampe | Mål   | Point |
| ----- | ------- | ----- | ----- | ----- |
| 13.   | Danmark | 3     | 70-48 | 6     |
| 14.   | USA     | 3     | 58-61 | 3     |
| 15.   | Schweiz | 3     | 63-56 | 3     |
| 16.   | Island  | 3     | 43-69 | 0     |

### Hovedrunde
Hovedrunden havde deltagelse af de tolv hold, der sluttede på første-, anden- eller tredjepladserne i de indledende grupper. Holdene blev inddelt i to nye grupper med seks hold. Holdene fra gruppe A og B blev samlet i gruppe I, mens holdene fra gruppe C og D samledes i gruppe II. Resultater af indbyrdes opgør mellem hold fra samme indledende gruppe blev overført til hovedrunden, således at holdene ikke skulle mødes en gang til.

#### Gruppe I
| Dato   | Kamp                    | Res.  |
| ------ | ----------------------- | ----- |
| 15.12. | Vesttyskland - Sverige  | 26-13 |
| 15.12. | DDR - Frankrig          | 26-15 |
| 15.12. | Norge - Polen           | 22-17 |
| 16.12. | Frankrig - Norge        | 15-24 |
| 16.12. | Sverige - DDR           | 13-18 |
| 16.12. | Polen - Vesttyskland    | 15-16 |
| 18.12. | DDR - Polen             | 28-16 |
| 18.12. | Vesttyskland - Frankrig | 14-14 |
| 18.12. | Norge - Sverige         | 26-19 |

| Hold         | Kampe | Mål     | Point |
| ------------ | ----- | ------- | ----- |
| DDR          | 5     | 110-740 | 10.   |
| Vesttyskland | 5     | 94-75   | 7     |
| Norge        | 5     | 100-920 | 6     |
| Polen        | 5     | 090-100 | 4     |
| Frankrig     | 5     | 080-106 | 2     |
| Sverige      | 5     | 083-110 | 1     |

#### Gruppe II
| Dato   | Kamp                            | Res.  |
| ------ | ------------------------------- | ----- |
| 15.12. | Sovjetunionen - Østrig          | 27-17 |
| 15.12. | Rumænien - Tjekkoslovakiet      | 13-21 |
| 15.12. | Bulgarien - Ungen               | 11-24 |
| 16.12. | Østrig - Bulgarien              | 16-17 |
| 16.12. | Ungarn - Rumænien               | 22-19 |
| 16.12. | Tjekkoslovakiet - Sovjetunionen | 21-21 |
| 18.12. | Rumænien - Østrig               | 31-24 |
| 18.12. | Bulgarien - Tjekkoslovakiet     | 18-19 |
| 18.12. | Sovjetunionen - Ungarn          | 20-23 |

| Hold            | Kampe | Mål     | Point |
| --------------- | ----- | ------- | ----- |
| Ungarn          | 5     | 113-870 | 8     |
| Tjekkoslovakiet | 5     | 113-100 | 7     |
| Sovjetunionen   | 5     | 115-950 | 6     |
| Rumænien        | 5     | 97-99   | 5     |
| Bulgarien       | 5     | 076-104 | 2     |
| Østrig          | 5     | 097-126 | 2     |

### Placeringskampe
| Dato                | Kamp                           | Res.  |
| ------------------- | ------------------------------ | ----- |
| Kamp om 11.-pladsen |                                |       |
| 21.12.              | Sverige - Østrig               | 24-27 |
| Kamp om 9.-pladsen  |                                |       |
| 21.12.              | Frankrig - Bulgarien           | 22-21 |
| Kamp om 7.-pladsen  |                                |       |
| 21.12.              | Polen - Rumænien               | 23-19 |
| Kamp om 5.-pladsen  |                                |       |
| 21.12.              | Norge - Sovjetunionen          | 18-27 |
| Bronzekamp          |                                |       |
| 21.12.              | Vesttyskland - Tjekkoslovakiet | 22-20 |
| Finale              |                                |       |
| 21.12.              | DDR - Ungarn                   | 25-18 |

| Samlet rangering | Samlet rangering |
| ---------------- | ---------------- |
| Guld             | DDR              |
| Sølv             | Ungarn           |
| Bronze           | Vesttyskland     |
| 4.               | Tjekkoslovakiet  |
| 5.               | Sovjetunionen    |
| 6.               | Norge            |
| 7.               | Polen            |
| 8.               | Rumænien         |
| 9.               | Frankrig         |
| 10.              | Bulgarien        |
| 11.              | Østrig           |
| 12.              | Sverige          |

## Kvalifikation
Slutrunden i Vesttyskland havde deltagelse af 16 hold, men der var 18 tilmeldte hold til mesterskabet. De 14 af holdene var automatisk kvalificeret til slutrunden, mens de sidste fire hold spillede om de sidste to ledige pladser. Holdene blev sammensat i to playoff-opgør, der blev afviklet i maj/juni 1985 over to kampe (ude og hjemme), og de to samlede vindere gik videre til slutrunden.
| Dato   | Dato   | Hjemmehold i 1. kamp | Hjemmehold i 2. kamp | Resultat | Resultat | Resultat |
| 1.kamp | 2.kamp | Hjemmehold i 1. kamp | Hjemmehold i 2. kamp | Samlet   | 1.kamp   | 2.kamp   |
| ------ | ------ | -------------------- | -------------------- | -------- | -------- | -------- |
| 18.5.  | 8.6.   | Schweiz              | Italien              | 37–36    | 22-21    | 15-15    |
| 15.6.  | 22.6.  | Frankrig             | Spanien              | 46–34    | 21-14    | 25-20    |

Dermed kvalificerede Schweiz og Frankrig sig til B-VM i Vesttyskland.